# Balanocrinidae
Famille
Les Balanocrinidae sont une famille de crinoïdes abyssaux et sessiles de l'ordre des Isocrinida.

## Description
Ce sont des crinoïdes « vrais » : ils sont pourvus d'une longue tige calcaire articulée qui leur permet de porter leur thèque érigée. Cette tige est constituée d'articles internodaux alternant avec des articles nodaux, qui portent des cirrhes articulés et terminés par une griffe. 
C'est, avec les Isocrinidae, la famille d'Isocrinida  qui compte le plus de représentants actuels. 
Diagnose : deux primibrachiaux ; tendance à la diminution de la longueur des brachitaxes proximaux ; tendance au développement de crénules marginales ou de crénules multiradiées dans les symplexies du pédoncule, sauf chez les Diplocrininae. 

## Liste des genres
Selon World Register of Marine Species (2 avril 2025) :

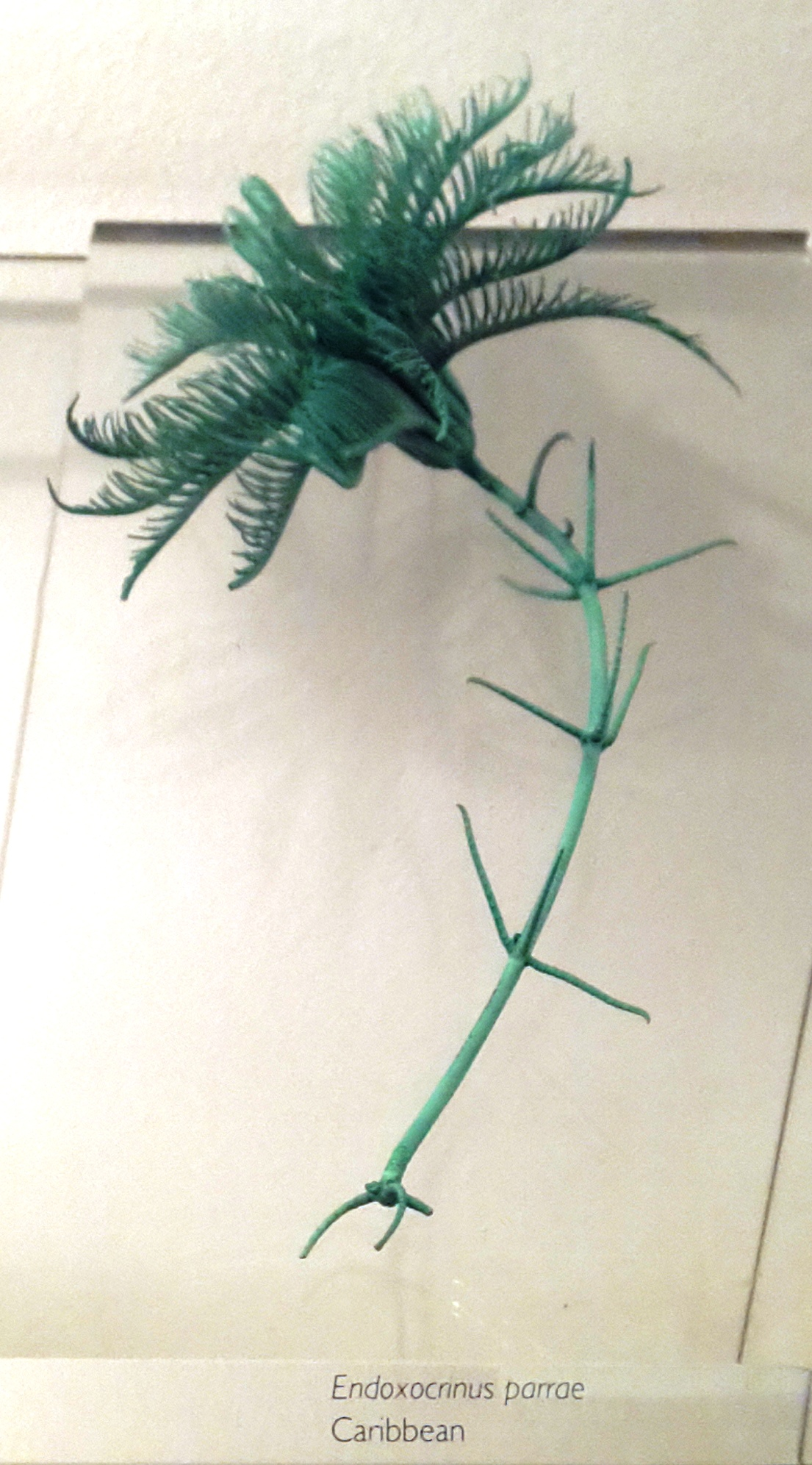
Endoxocrinus parrae.

- sous-famille Balanocrininae Roux, 1981
  - Balanocrinus Agassiz in Desor, 1845 †
  - Cainocrinus Forbes, 1852 †
  - Laevigatocrinus Klikushin, 1979 †
  - Neocrinus Thomson, 1864 -- 3 espèces actuelles
  - Papacrinus Roux & Philippe, 2021 †
  - Singularocrinus Klikushin, 1982 †
- sous-famille Diplocrininae Roux, 1981
  - Doreckicrinus Rasmussen, 1961 †
  - Endoxocrinus AH Clark, 1908 -- 5 espèces actuelles
  - Nielsenicrinus Rasmussen, 1961 †
  - Teliocrinus Döderlein, 1912 -- 1 espèce actuelle
- sous-famille Isselicrininae Klikushin, 1977
  - Isselicrinus Rovereto, 1914 †
  - Panglaocrinus Améziane, Eléaume & Roux, 2023 -- 1 espèce actuelle
  - Praeisselicrinus Klikushin, 1977 †
- sous-famille Proisocrininae Rasmussen, 1978
  - Austinocrinus De Loriol, 1889 †
  - Proisocrinus AH Clark, 1910 -- 1 espèce actuelle
- Balanocrinidae incertae sedis
  - Cenocrinus Thomson, 1864 -- 1 espèce actuelle

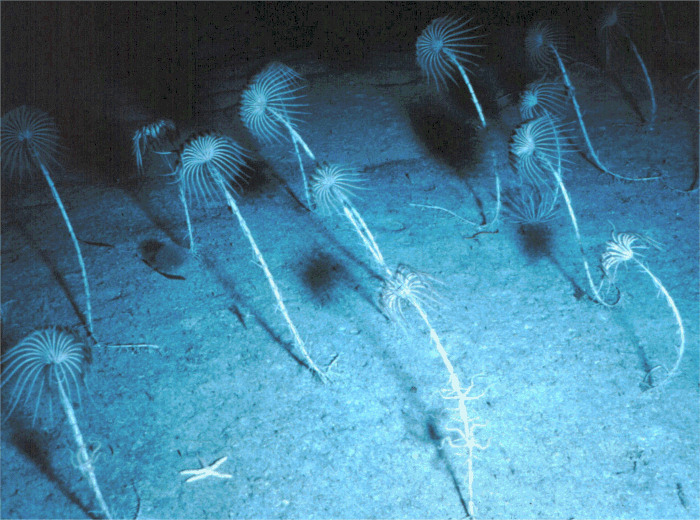
Forêt de Neocrinus decorus à 400 m de profondeur aux Bahamas.
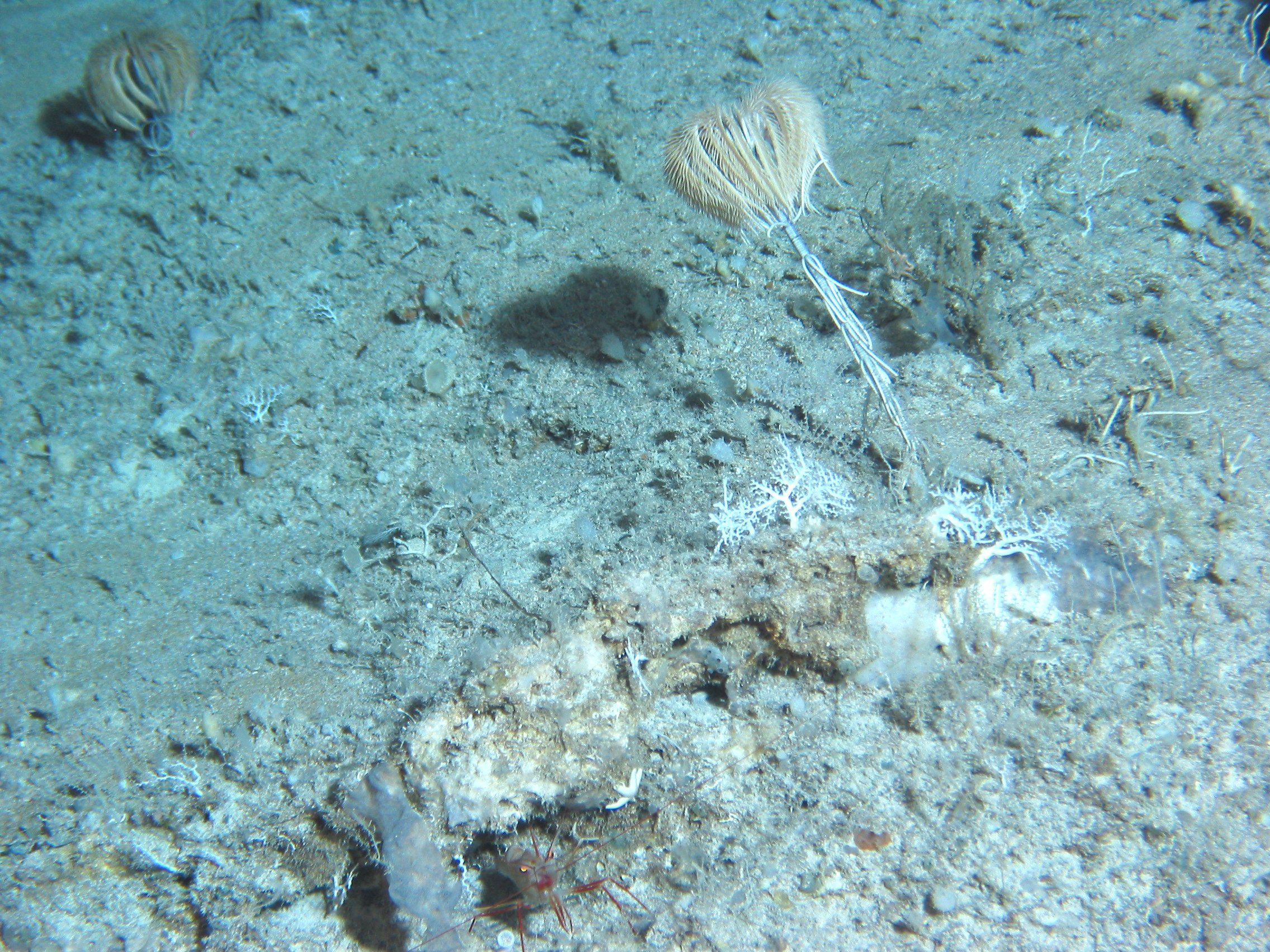
Endoxocrinus parrae dans les abysses près des Bahamas, à plusieurs milliers de mètres de profondeur.
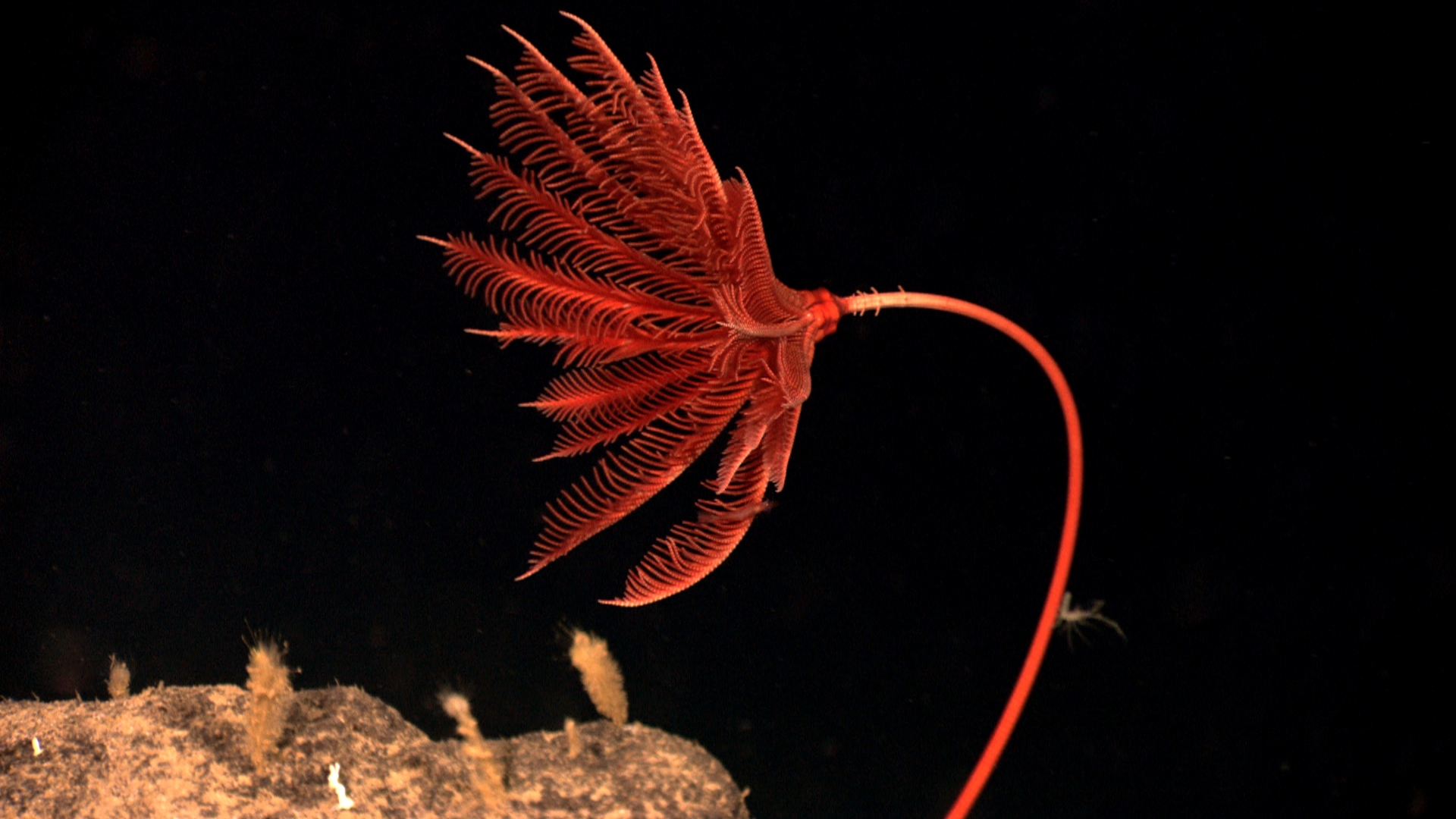
Proisocrinus ruberrimus.
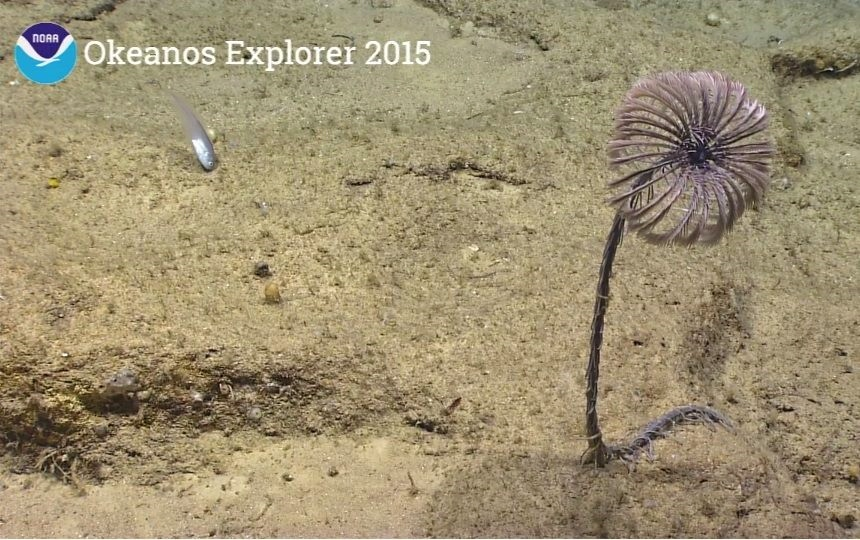
Endoxocrinus sp. dans les abysses près de Porto Rico, à plusieurs milliers de mètres de profondeur.

## Systématique
Le nom valide complet (avec auteur) de ce taxon est Balanocrinidae Roux (d), 1981.
L'essentiel de la famille des Isselicrinidae a été versée ici depuis son invalidation.

### Publication originale
- Michel Roux, « Échinodermes: Crinoïdes Isocrinidae », dans Résultats des campagnes Musorstom I, Philippines (18–28 mars 1976), t. 1, Office de la Recherche Scientifique et Technique Outre-Mer, 1981, 552 p. (ISBN 978-2-7099-0578-7, lire en ligne), p. 477-543.